# Selvaggina di passo
Selvaggina di passo (titolo originale Wildwechsel) è un film TV del 1973 del regista tedesco Rainer Werner Fassbinder.